# Soultz-les-Bains
Soultz-les-Bains là một xã thuộc tỉnh Bas-Rhin trong vùng Grand Est đông bắc Pháp.